# Lista wulkanów Salwadoru
Poniższa lista zawiera aktywne, drzemiące oraz wygasłe wulkany w Salwadorrze. 

## Wulkany
| Nazwa                 | Wysokość (m n.p.m.) | Współrzędne geograficzne                   | Ostatnia erupcja (rok/okres) |
| --------------------- | ------------------- | ------------------------------------------ | ---------------------------- |
| Cordillera de Apaneca | 2036                | 13°53′28″N 89°47′10″W/13,891000 -89,786000 | Holocen                      |
| Apastepeque           | 700                 | 13°43,2′N 88°46,2′W/13,720000 -88,770000   | Holocen                      |
| Chingo                | 1775                | 14°07′00″N 89°44′00″W/14,116667 -89,733333 | Holocen                      |
| Cerro Cinotepeque     | 665                 | 14°01,2′N 89°15,0′W/14,020000 -89,250000   | Holocen                      |
| Cerro Singüil         | 957                 | 14°03,0′N 89°39,0′W/14,050000 -89,650000   | Holocen                      |
| Chinameca             | 1300                | 13°28′41″N 88°19′48″W/13,478000 -88,330000 | Holocen                      |
| Coatepeque            | 746                 | 13°52,2′N 89°33,0′W/13,870000 -89,550000   | Holocen                      |
| Conchagua             | 1225                | 13°16′30″N 87°50′42″W/13,275000 -87,845000 | nieznane                     |
| Conchaguita           | 505                 | 13°13′44″N 87°46′01″W/13,229000 -87,767000 | 1892                         |
| El Tigre              | 1640                | 13°28,2′N 88°25,8′W/13,470000 -88,430000   | Holocen                      |
| Guazapa               | 1438                | 13°54,0′N 89°07,2′W/13,900000 -89,120000   | Holocen                      |
| Ilopango              | 450                 | 13°40′19″N 89°03′11″W/13,672000 -89,053000 | 1880                         |
| Izalco                | 1950                | 13°48′47″N 89°37′59″W/13,813000 -89,633000 | 1966                         |
| Laguna Aramuaca       | 181                 | 13°25′41″N 88°06′18″W/13,428000 -88,105000 | Holocen                      |
| San Diego             | 781                 | 14°16,2′N 89°28,8′W/14,270000 -89,480000   | Holocen                      |
| San Miguel            | 2130                | 13°26′02″N 88°16′08″W/13,434000 -88,269000 | 2020                         |
| San Salvador          | 1893                | 13°44′02″N 89°17′38″W/13,734000 -89,294000 | 1917                         |
| San Vicente           | 2182                | 13°35′42″N 88°50′13″W/13,595000 -88,837000 | Holocen                      |
| Santa Ana             | 2381                | 13°51′11″N 89°37′48″W/13,853000 -89,630000 | 2005                         |
| Taburete              | 1172                | 13°26′06″N 88°31′55″W/13,435000 -88,532000 | Holocen                      |
| Tecapa                | 1593                | 13°29′38″N 88°30′07″W/13,494000 -88,502000 | Holocen                      |
| Usulután              | 1449                | 13°25′08″N 88°28′16″W/13,419000 -88,471000 | Holocen                      |